# Храпов, Пётр Иванович
Пётр Иванович Храпов (1912—1967) — полковник Советской Армии, участник Великой Отечественной войны, Герой Советского Союза (1946).

## Биография
Пётр Храпов родился 8 мая 1912 года на хуторе Сенной (ныне — Михайловский район Волгоградской области). Окончил среднюю школу. В 1932 году Храпов был призван на службу в Рабоче-крестьянскую Красную Армию. Окончил военную авиационную школу лётчиков и курсы штурманов. С сентября 1941 года — на фронтах Великой Отечественной войны.
К апрелю 1945 года гвардии майор Пётр Храпов командовал эскадрильей 16-го гвардейского бомбардировочного авиаполка 11-й гвардейской бомбардировочной авиадивизии 1-го гвардейского бомбардировочного авиакорпуса 18-й воздушной армии. К тому времени он совершил 243 боевых вылета на бомбардировку скоплений боевой техники и живой силы противника, его важных объектов.
Указом Президиума Верховного Совета СССР от 15 мая 1946 года за «мужество и героизм, проявленные при нанесении бомбовых ударов по врагу» гвардии майор Пётр Храпов был удостоен высокого звания Героя Советского Союза с вручением ордена Ленина и медали «Золотая Звезда».
После окончания войны Храпов продолжил службу в Советской Армии. В 1948 году он окончил Высшую офицерскую лётно-тактическую школу. В 1954 году в звании полковника Храпов был уволен в запас. Проживал и работал в Волгограде. Умер 7 декабря 1967 года.
Был награждён двумя орденами Ленина, двумя орденами Красного Знамени, орденом Красной Звезды, монгольским орденом Красного Знамени, рядом медалей.

## Память
В Волгограде на доме № 30 на проспекте Ленина установлена мемориальная табличка Петра Ивановича Храпова.